# Phaonia baolini
Phaonia baolini är en tvåvingeart som beskrevs av Feng 2000. Phaonia baolini ingår i släktet Phaonia och familjen husflugor.
Artens utbredningsområde är Sichuan (Kina). Inga underarter finns listade i Catalogue of Life.